# Mauprévoir
Mauprévoir è un comune francese di 679 abitanti situato nel dipartimento della Vienne nella regione della Nuova Aquitania.

## Società

### Evoluzione demografica
Abitanti censiti